# Bethany (Oklahoma)
Pour les articles homonymes, voir Bethany.
La ville de Bethany est située dans le comté d'Oklahoma, dans l’État de l’Oklahoma, aux États-Unis. Sa population s’élevait à 19 051 habitants lors du recensement de 2010, estimée à 19 543 habitants en 2016. Elle est enclavée dans la municipalité d'Oklahoma City.

## Source
- (en) Cet article est partiellement ou en totalité issu de l’article de Wikipédia en anglais intitulé « Bethany, Oklahoma » (voir la liste des auteurs).